# ژوراوینا
ژوراوینا (به لهستانی:  Żórawina) یک روستا در لهستان است که در گمینا ژوراوینا واقع شده‌است. ژوراوینا ۱٬۷۰۰ نفر جمعیت دارد.